# Niphona sumatrana
Niphona sumatrana är en skalbaggsart som beskrevs av Stefan von Breuning 1942. Niphona sumatrana ingår i släktet Niphona och familjen långhorningar. Inga underarter finns listade i Catalogue of Life.